# Luxembourg au Concours Eurovision de la chanson 1984
Le Luxembourg a participé au Concours Eurovision de la chanson 1984, le 5 mai à Luxembourg, suivant la victoire de Corinne Hermès l'année précédente avec Si la vie est cadeau. 
C'est la 28e participation luxembourgeoise au Concours Eurovision de la chanson.
Le pays est représenté par la chanteuse Sophie Carle et la chanson 100 % d'amour, sélectionnées en interne par RTL Télévision.

## Sélection interne
Le radiodiffuseur luxembourgeois, RTL Télévision, choisit l'artiste et la chanson en interne pour représenter le Luxembourg au Concours Eurovision de la chanson 1984.
| Ordre | Artiste      | Chanson       | Langue   |
| ----- | ------------ | ------------- | -------- |
| 1     | Sophie Carle | 100 % d'amour | Français |

Lors de cette sélection, c'est la chanson 100 % d'amour, écrite par Jean-Michel Bériat et Patrick Jaymes, composée par Jean-Pierre Goussaud et interprétée par la chanteuse française Sophie Carle, qui fut choisie. 
Le chef d'orchestre sélectionné pour le Luxembourg à l'Eurovision est Pascal Stive.

## À l'Eurovision

### Points attribués par le Luxembourg
| 12 points | Belgique    |
| 10 points | Italie      |
| 8 points  | Espagne     |
| 7 points  | Norvège     |
| 6 points  | Suède       |
| 5 points  | Irlande     |
| 4 points  | Portugal    |
| 3 points  | Danemark    |
| 2 points  | Pays-Bas    |
| 1 point   | Royaume-Uni |

### Points attribués au Luxembourg
| 12 points            | 10 points | 8 points      | 7 points           | 6 points |
| -------------------- | --------- | ------------- | ------------------ | -------- |
|                      |           | - Yougoslavie | - Chypre - Espagne |          |
| 5 points             | 4 points  | 3 points      | 2 points           | 1 point  |
| - Danemark - Irlande | - Turquie | - Italie      |                    |          |

Sophie Carle interprète 100 % d'amour en 2e position lors de la soirée du concours, suivant la Suède et précédant la France.
Au terme du vote final, le Luxembourg termine 10e sur les 19 pays participants, ayant reçu 39 points,.